# Sphodromantis rudolfae
Sphodromantis rudolfae är en bönsyrseart som beskrevs av Rehn 1901. Sphodromantis rudolfae ingår i släktet Sphodromantis och familjen Mantidae.

## Underarter
Arten delas in i följande underarter:
- S. r. rudolfae
- S. r. andreinii